# Arachnologische Gesellschaft
Die Arachnologische Gesellschaft e. V. (kurz: AraGes) ist ein Verein, der sich insbesondere mit der Förderung des wissenschaftlichen Austauschs zu Taxonomie, Vorkommen und Verbreitung, Biologie und Ökologie der in Mitteleuropa vorkommenden Spinnentiere  (Webspinnen, Weberknechte, Pseudoskorpione, Skorpione und Palpigradi) beschäftigt.
Die AraGes wurde am 13. Oktober 1996 in Adelsheim-Sennfeld gegründet. Die Eintragung ins Vereinsregister erfolgte am 26. Juni 1997 in Bayreuth; dort ist auch der Sitz des Vereins.
Die AraGes ist Herausgeber der Arachnologischen Mitteilungen (Druck: ISSN 1018-4171, Online: ISSN 2199-7233).
Seit dem Jahr 2000 ruft die AraGes jährlich die Spinne des Jahres aus, um auf die Gefährdung dieser Tiere und ihrer Lebensräume aufmerksam zu machen. Seit 2006 wird die Spinne des Jahres europaweit ausgerufen, in Zusammenarbeit u. a. mit der European Society of Arachnology.
Die AraGes ist nicht zu verwechseln mit der DeArGe, der Deutschen Arachnologischen Gesellschaft e. V., die sich als Forum für Terrarianer versteht, die sich mit der Haltung, Zucht und Erforschung von Vogelspinnen und Skorpionen beschäftigen.